# 余市町
余市町（日语：／ Yoichi chō */?）是北海道後志綜合振興局北部、積丹半島上的城鎮，面向日本海。海岸線位於新雪谷積丹小樽海岸國定公園的範圍內。町內擁有北海道内生產量最多，用於葡萄酒釀造的葡萄園，並根據日本的法律被認證為「北方水果王國余市葡萄酒特區」。余市町也是日本民間第一個栽培產出蘋果的地方，蘋果、梨子和葡萄的產量為北海道第一。當地也是日本最北端的香魚棲息地。
名稱源自阿伊努語「yu-ot-i」（溫泉多的地方）或「i-ot-i」（蛇多的地方）。

## 歷史
- 江戶時期為阿伊努族和松前藩的商業交易據點。
- 1869年：開荒使在濱中出所下設置余市詰役員。[6]
- 1900年7月1日：余市市街、山田村、黑川村、畚部村、沖村合併為余市町，並成為北海道一級町。

## 產業

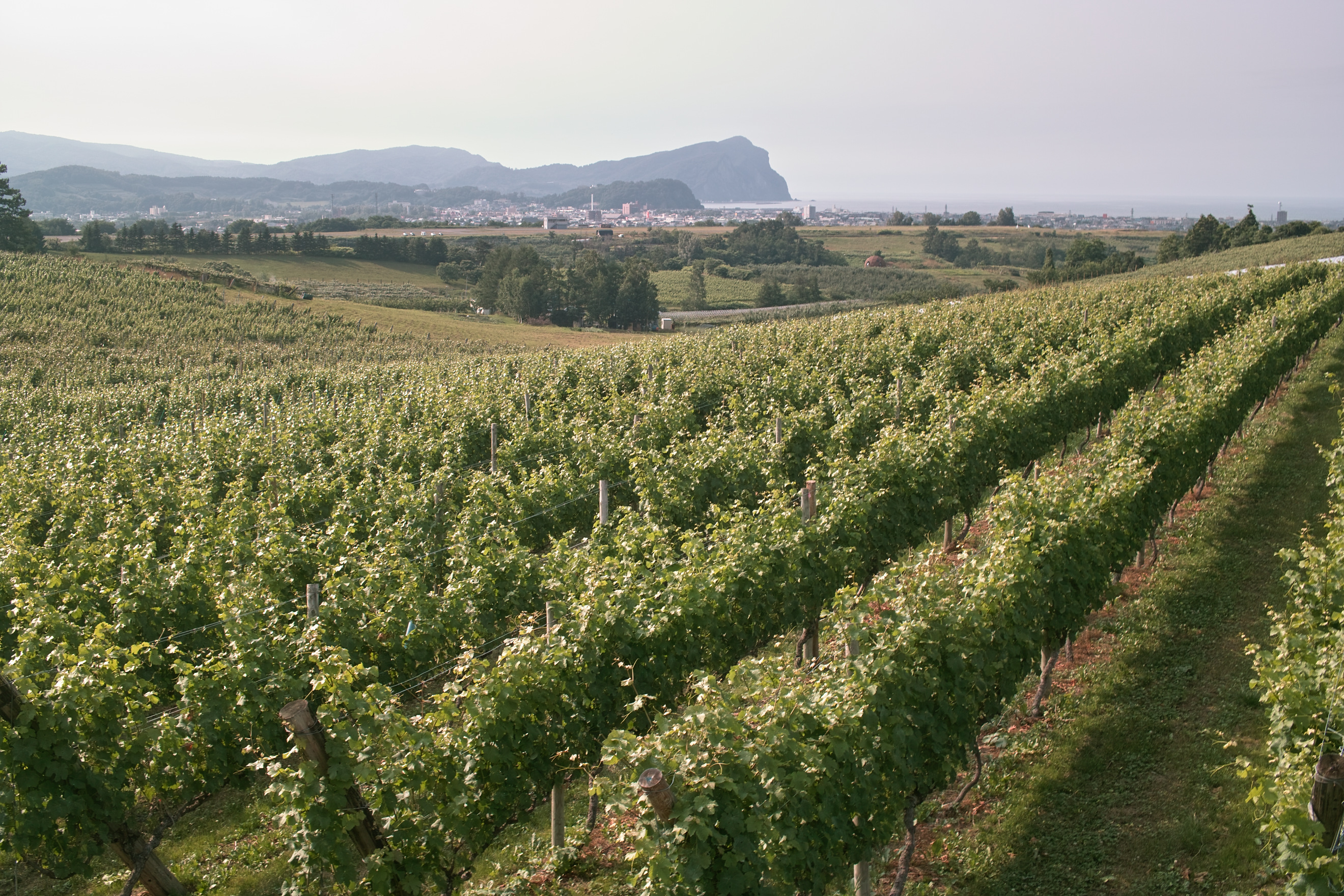
登地区の風景（2015年7月）

農業是余市町的基礎產業，但因人口高齡化、後繼者不足，農戶數量和耕地面積雙雙減少。町政府積極投入支援新進農民的計畫。町內設有余市合同青果物地方卸売市場。漁業是與農業一樣重要的地方基礎產業，町內有地方港口余市港和四個漁港；也積極發展養殖漁業，以求穩定漁業生產量。製造業方面，食品相關產品佔了出貨額的七成以上，主要是利用本地資源的水產加工品、農產加工品以及釀酒等產業。商業方面，小型零售店鋪不斷減少，但也有大型商店進駐，余市町扮演著周邊町村商業中心的角色。

## 交通

### 鐵路
- 北海道旅客鐵道
  - 函館本線：余市車站

### 道路
| 一般國道 - 國道5號（稻穗國道） - 國道229號 | 主要地方道 - 北海道道36號余市赤井川線 道道 - 北海道道228號豐丘余市停車場線 - 北海道道378號余市港線 - 北海道道753號登余市停車場線 - 北海道道755號然別余市線 - 北海道道1092號榮町溫泉線 |

### 巴士
- 二世古巴士
- 北海道中央巴士

## 觀光景點

### 觀光
- 余市水產博物館
- 跳躍王國余市展示廳
- 圓山公園
- 蠟燭岩・惠比壽岩・大黑岩
- 北海梭郎祭

### 文化遺產
- 舊下余市運上屋（重要文化財、史跡）
- 日果威士忌北海道工場余市蒸留所（登録有形文化財、北海道遺産）
- 富極部（フゴッペ）洞窟（史跡）
- 舊余市福原漁場（史跡）
- 大谷地貝塚（史跡）
- 天內山遺跡出土物（北海道指定有形文化財）：收藏於余市水產博物館
- 西崎山環狀石（北海道指定史跡）

## 教育

### 高等學校
| - 道立余市高等學校 | - 北星學園余市高等學校 （页面存档备份，存于） |

### 中學校
| - 余市町立東中學校 | - 余市町立西中學校 | - 余市町立旭中學校 |

### 小學校
| - 余市町立澤町小學校 - 余市町立大川小學校 | - 余市町立黑川小學校 - 余市町立榮小學校 | - 余市町立登小學校 - 余市町立豐丘小學校 |

### 特殊學校
- 北海道余市養護學校 （页面存档备份，存于）

## 姊妹市・友好都市

### 日本
- 會津若松市（福島縣）

### 海外
- 東丹巴頓郡 （英國 蘇格蘭）：於1997年11月11日締結姊妹都市[8]

## 本地出身之名人
- 毛利衛：太空人
- 藤谷栄也：前NHK播音員
- 笠谷幸生：1972年冬季奧林匹克運動會滑雪跳躍金牌
- 斎藤浩哉：1998年冬季奧林匹克運動會滑雪跳躍金牌
- 船木和喜：1998年冬季奧林匹克運動會滑雪跳躍金牌
- 坂口良子：女演員
- 違星北斗：阿伊努的歌人
- 酒井忠康：美術史家
- 岡崎潤司：前東京廣播公司播音員

## 外部連結
- （日語）余市觀光協會
- （英文）余市觀光協會
- （日語）余市振興公社
- （日語）余市商工會議所
- （日語）JA余市 （页面存档备份，存于）